# الشعر في سيد الخواتم
يتكون الشعر في سيد الخواتم من القصائد والأغاني التي كتبها جيه آر آر تولكين ، حيث تتخللها نثر روايته الخيالية الرفيعة للأرض الوسطى ، رواية سيد الخواتم . ويحتوي الكتاب على ما يزيد عن 60 بيتاً شعرياً من مختلف الأنواع؛ ونشرت بعض القصائد المتعلقة بالكتاب بشكل منفصل. سبعة من أغاني تولكين ، باستثناء واحدة من سيد الخواتم ، و تم تحويلهم إلى مجموعة غنائية متكاملة، تحت مسمى الطريق يستمر دائمًا ، وتم ضبطها على الموسيقى بواسطة دونالد سوان . وتم جمع جميع القصائد في سيد الخواتم على الموسيقى ونشرها على أقراص مضغوطة بواسطة فرقة تولكين .
وأنواع بيوت الشعر كثيرة، منها الطواف ، والسير إلى الحرب ، والشرب ، والاغتسال؛ وسرد الأساطير القديمة، والألغاز ، والنبوءات ، والتعاويذ السحرية؛ من الثناء والرثاء ( مرثاة ). وتم العثور على بعض هذه الأنواع في الشعر الإنجليزي القديم . وصرح تولكين أن جميع قصائده وأغانيه كانت درامية في وظيفتها، ولا تسعى للتعبير عن مشاعر الشاعر، ولكنها تلقي الضوء على الشخصيات، مثل بيلبو باجينز ، وسام جامجي ، وأراجورن ، الذين يغنونها أو يرتلونها.
لاحظ المعلقون أن شعر تولكين قد تم التغاضي عنه منذ فترة طويلة، ولم يحاكيه كتَّاب الخيال الآخرون أبدًا؛ لكنه حظي باهتمام علمي منذ التسعينيات. ويتضمن الشعر أغاني خفيفة وهراء واضح، كما هو الحال مع أغاني توم بومباديل ؛ كشعر المقاطعة ، الذي قيل إنه ينقل إحساسًا بـ "الخلود الأسطوري" ؛  ورثاء فرسان روهان ، الذي يردد النمط الشفهي للشعر الإنجليزي القديم.  ويُظهر التحليل العلمي لشعر تولكين أنه مختلف وذو مهارة فنية عالية، حيث يستخدم أوزانًا مختلفة وأدوات شعرية نادرًا ما تُستخدم لتحقيق تأثيراته.

## شعر مضمن

### تكملة السرد
ويُستكمل سرد سيد الخواتم بالشعر، في شكل أكثر من 60 قصيدة وأغنية. توماس كولمان، وهو عالم في الأدب الإنجليزي، يشير إلى أن هذا لم يكن تقليديا بالنسبة لروايات القرن العشرين. حيث تتضمن الأبيات أغاني من عدة أنواع: وهم (بقصد التجول)، والسير إلى الحرب ، والشرب ، والاستحمام؛ وسرد الأساطير القديمة، والألغاز ، والنبوءات ، والتعاويذ السحرية؛ من الثناء والرثاء ( مرثاة ).و يذكر كولمان أن بعضها، مثل الألغاز والتعاويذ والمرثيات وسرد الأعمال البطولية، موجودة في الشعر الإنجليزي القديم .

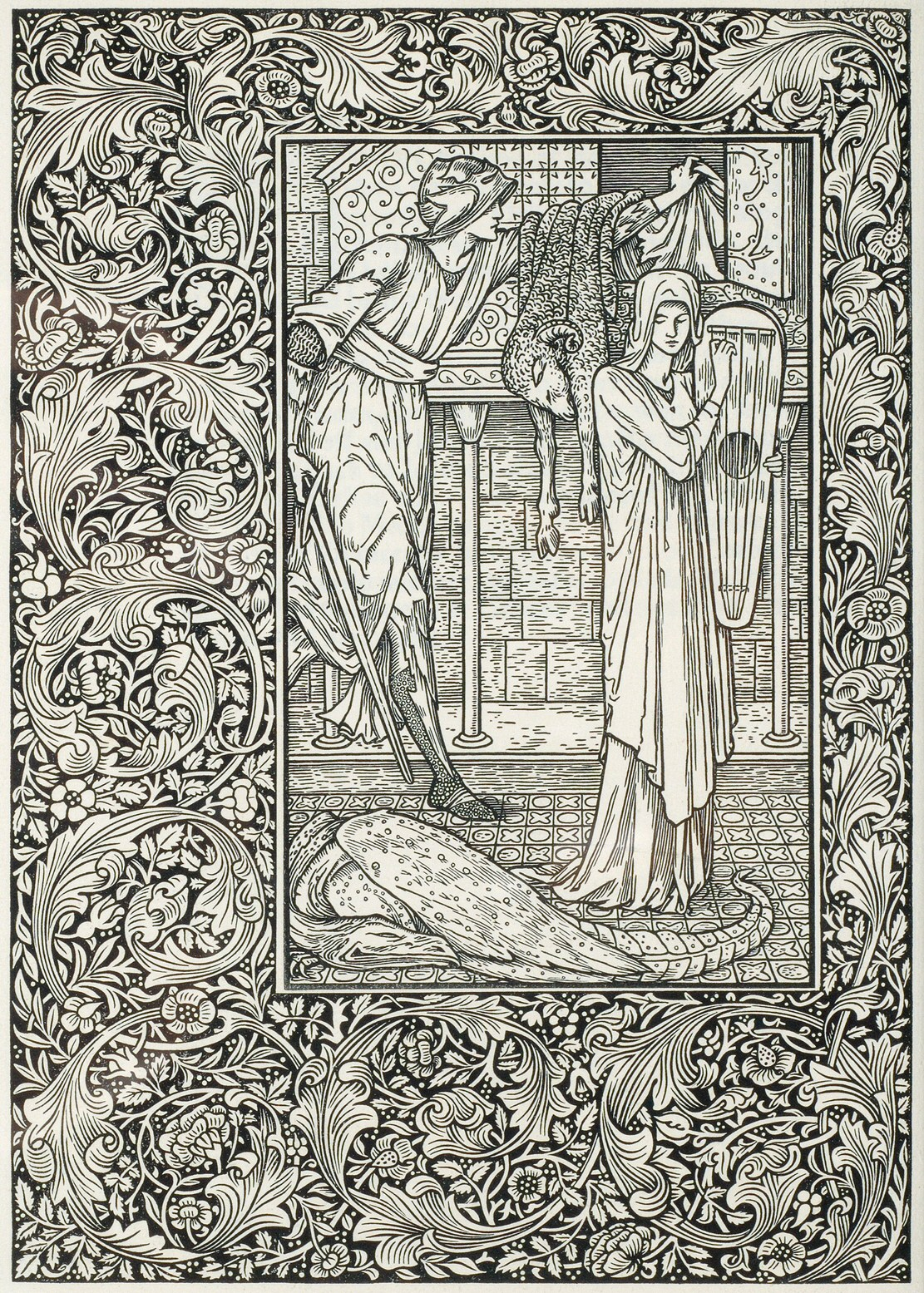
ربما يكون تولكين قد اتخذ طريقة تضمين القصائد في نص من كتاب "حياة وموت جيسون" لوليام موريس عام 1895 (تظهر الصفحة الأمامية).

كتب مايكل دروت ، الباحث والموسوعي في تولكين، أن معظم طلابه اعترفوا بتخطي القصائد عندما قرأوا سيد الخواتم ، وهو الأمر الذي كان تولكين على علم به. وصرح تولكين أن شعره يختلف عن الشعر الحديث التقليدي الذي يهدف إلى التعبير عن مشاعر الشاعر: قائلا "إن الأبيات في [ سيد الخواتم ] كلها درامية: فهي لا تعبر عن البحث الروحي للأستاذ العجوز المسكين، ولكنها ملائمة في الأسلوب والمحتوى لمضامين الشخصيات التي يتم غنائها أو روائها في القصة، والمواقف التي فيها".  كتب الباحث في تولكين أندرو هيغينز أن دروت قدم "حجة مقنعة" لدراسته. حيث كتب دروت أن الشعر كان ضروريًا للعمل بالخيال جماليًا وموضوعيًا. وأضاف معلومات لم ترد في النثر، وأخرج شخصيات وما يتعلق بما ورائهم. واقترح باحث آخر من تولكين، آلان تورنر، أن تولكين ربما يكون قد تعلم طريقة تضمين أنواع متعددة من الشعر في نص من كتاب حياة وموت جايسون لوليام موريس ، وربما، كما يقترح تورنر، نموذج حكاية إيريندل المتوقعة لتولكين.
كتب بريان روزبري ، وهو باحث في العلوم الإنسانية، أن الشيء المميز في شعر تولكين هو "تفرد الأساليب الشعرية لتناسب الاحتياجات التعبيرية لشخصية معينة أو لحظة سردية"،  معطيًا أمثلة على تنوعه "التعويذة القاتمة". "من بارو وايت؛ "الإيقاع الكوميدي الجنائزي" لجولوم في الأراضي الباردة الصلبة / يعضون أيدينا ؛ أغنية مسيرة الإنتيين؛ مزمور النسور الاحتفالي. ترانيم الجان؛ هتافات الأقزام. "خطاب الأغنية" لتوم بومباديل ؛ وأغاني الهوبيت المتنوعة "الهزلية والمبهجة والمجترة". 

### جزء لا يتجزأ من القصة
تعتبر ديان مارشيساني في ميثلور أن الأغاني في سيد الخواتم مثل " التراث الشعبي للأرض الوسطى"، واصفة إياها بأنها "جزء لا يتجزأ من السرد".  وهي تميز بين أربعة أنواع من الفولكلور( التراث الشعبي): التقاليد، بما في ذلك قوافي التقاليد، والتعاويذ، والنبوءات؛ والقصص الشعبية، من Elvish "Tale of Tinuviel" إلى "The Ent and the Entwife" بتنسيقها التقليدي للأسئلة والأجوبة؛ وأسلوب القصيدة، وشعر أبسطَ مثل أغاني المشي للهوبيت؛ والهراء، مثل "بقي الرجل في القمر لوقت متأخر" إلى "أغنية الحمام" لبيبين. وفي كل حالة، تقول إن الشعر "لا غنى عنه" للسرد، ويكشف عن الشخصيات المعنية وتقاليد عرقهم. 
كتبت ساندرا باليف ستروبهار ، وهي باحثة في الدراسات الجرمانية، أن رواية سيد الخواتم تتكون من النثر والشعر، "مقصودة ومُصممة لتتدفق بشكل متكامل كأن تكون مدمجة ككل ". ولذلك فإن بيت الشعر هو "جزء لا غنى عنه من السرد نفسه". وقد توفر، كما تقول ، خلفية درامية، كما هو الحال مع أغنية "انشودة لوثايين " لأراجورن أو أغنية بيلبو لـ إيريندل ، أو قد تثري الحبكة أو تقدمها، كما هو الحال مع سام جامجي لصلاته التلقائية لسيدة النجوم، إلبيرث . ، أو في لحظة مظلمة في برج سيريث أونجول ، أو وداع جيلراين لابنها أراجورن. وكانت كلمات لينود الأخيرة لأراجورن هي:
Ónen i-Estel Edain، ú-chebin estel anim 
ترجمت كالتالي "لقد أعطيت الأمل الى [Estel أحد أسماء أراجورن] إلى الدنيدانيين [شعبها]، ولم أحتفظ بأي أمل لنفسي."  وكتبت ستروبهار أنه على الرغم من أن القارئ لا يعرف سبب تحول جيلراين فجأة إلى أن تكون متحدثة في الشعر، إلا أنه يمكن للمرء أن يشعر بالتوتر عندما تتبنى "الكلام الرفيع، .. والأنماط الرسمية، .. وهذا ما يسميه الآيسلنديون حتى اليوم ببونديه مال ، "" لغة ملزمة ""  "

## المهام

### "شعر شاير"
أحد خيوط شعر تولكين حول الأرض الوسطى هو ما يسميه الباحث تولكين توم شيبي "بشعر شاير": "وهو واضح وبسيط ومباشر في الموضوع والتعبير"، وهو شعر مناسب للهوبيت ، ولكن تبين أنه يتغير باستمرار ليناسب المواقف المتغيرة والشخصيات المتنامية. و يعمل شعر المقاطعة ، من وجهة نظر شيبي، على ربط الحدث الحالي للقصة بـ "الخلود الأسطوري"، كما في أغنية المشي القديمة لبيلبو، "الطريق يستمر دائمًا / وينزل من الباب حيث بدأ، والآن قد ذهب الطريق إلى الأمام ويجب أن أتبعه، إذا استطعت، وأتبعه بأقدام متلهفة..." وفي بداية "سيد الخواتم" . تظهر القصيدة مرة أخرى، ولكن هذه المرة غناها فرودو ، بتعبير مختلف "أقدام مرهقة" لتناسب حالته المزاجية، وذلك قبل وقت قصير من رؤية شبح الخاتم ؛ ومرة ثالثة، في نهاية الكتاب، من قبل بيلبو المسن، النعَّاس، كثير النسيان، الذي يحتضر للموت في ريفنديل ، عندما تحولت القصيدة إلى "لكنني أخيرًا بأقدام متعبة / سوف أتجه نحو النزل المضاء، يا صديقي". يا مسائي المريح ويا السبات الذي سألقاه". ويلاحظ شيبي أن القارئ يستطيع أن يرى أنه بينما يكون بيلبو نعسانًا بالفعل، فإن الموضوع الحالي يقصد به الموت. ويغادر فرودو أيضًا الأرض الوسطى، ولكن بأغنية مشي مختلفة ، يغني "سيأتي يوم أخيرًا عندما / سأسلك المسارات المخفية التي تمتد / غرب القمر، وشرق الشمس"، والتي قالها شيبي بتألق " الطريق المستقيم المفقود " الذي يخرج من العالم الدائري ، مباشرة إلى منزل الجان . 
كتب شيبي أن شكسبير يمكنه أيضًا كتابة شعر شاير. ويقول شيبي إن قصيدة بيلبو "عندما يبدأ الشتاء لأول مرة" هي بالتأكيد إعادة كتابة لقصيدة شكسبير " الشتاء في أعمال الحب المفقودة" ، وهي رمز حذر لاحترام تولكين (لأنه لم يعجبه الكثير من تعامل شكسبير مع الخرافات والاسطورة والسحر). ) وحتى "نوع من الشعور بالرفقاء": 
| شكسبير </br> جهود الحب المفقودة ، الفصل 5، المشهد 2 | قصيدة بيلبو باجينز </br> في "الحلقة تتجه نحو الجنوب" |
| --- | --- |
| عندما تتدلى رقاقات الثلج على الحائط، </br> وديك الراعي ينفخ مسماره، </br> وتوم يحمل جذوع الأشجار إلى القاعة، </br> ويأتي الحليب مجمداً إلى المنزل في سطل، </br> عندما يتم قص الدم، وتكون الطرق قبيحة، </br> ثم تغني ليلاً البومة المحدقة... | عندما يبدأ الشتاء لأول مرة لدغة </br> وتتشقق الحجارة في الليل البارد، </br> عندما تكون حمامات السباحة سوداء والأشجار عارية، </br> إنه أمر شرير في البرية. </br> |

### "كلام فارغ"

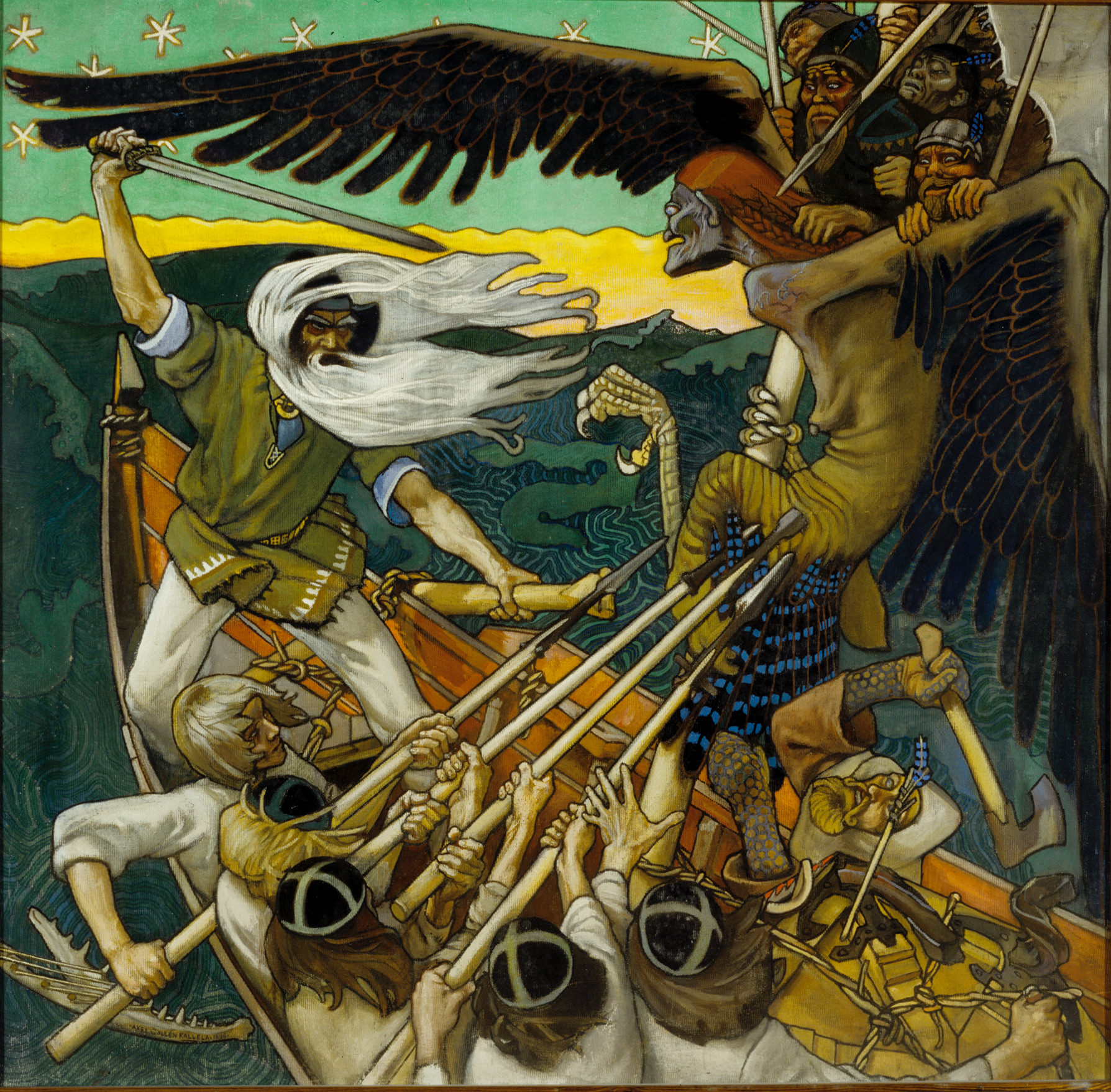
يشبه توم بومباديل من تولكين نصف الإله Väinämöinen من القصيدة الملحمية الفنلندية كاليفالا في التحكم في عالمه بالأغنية. لوحة – الدفاع عن السامبو – لأكسيلي جالن-كاليلا ، ١٨٩٦

تستكشف لين فورست هيل، وهي من علماء العصور الوسطى ، ما أسماه تولكين ب "الهراء" أي "سلسلة طويلة من الكلمات التي لا معنى لها (أو كما يبدو)"، أي بمعنى ثرثرة توم بومباديل الوزنية المستمرة، التي بأسلوب "يا دول! ميري دول!" دق دينغ! / دق دونغ! اقفز على طول! / توم بوم، توم جولي، توم بومباديللو!  لذا صرحت على الفور أن "التوصيف المشار إليه يشكك على الفور بوجود افتراض متسرع بأن الأغنية هي في الواقع مجرد" هراء "." وبدلاً من ذلك، تتم كتابتها بما يبدو غريبًا وغير متناسب وما يتحدى القارئ للتفاعل مع النص. وصرحت ريبيكا أنكيني، عالمة اللغة الإنجليزية، أن هراء توم بومباديل يشير إلى أنه لطيف، ولكنه أيضًا غير ذي صلة لأنه لا يمكن الوثوق به للحفاظ على الخاتم آمنًا: فهو لقد نسي ذلك ببساطة. ومن أحد الجوانب، كما لاحظ فورست-هيل، هو قدرة توم بومباديل على التحكم في عالمه من خلال الأغنية (متذكرًا البطل Väinämöinen في الملحمة الفنلندية، كاليفالا  )، ولكن يبدو أنه لا معنى له. ومن هذه الجوانب: أنه لا يتكلم إلا بالوزن الشعري:
 
كتب الباحث في تولكين ديفيد ديتمان أن ضيوف توم بومباديل يجدون أيضًا أن الأغنية والكلام يتوافقان معًا في منزله؛ لقد أدركوا أنهم جميعًا "يغنون بمرح، كما لو كان الأمر أسهل وأكثر طبيعية من الحديث". وكما هو الحال مع أولئك الذين سمعوا Väinämöinen، وهم يستمعون طوال اليوم ويتساءلون عن متعتهم،  حتى أن الهوبيت ينسون وجبة منتصف النهار حينما هم يستمعون إلى قصص توم بومباديل وأغانيه عن الطبيعة والتاريخ المحلي. ويؤكد فورست هيل أن كل هذه الإشارات هي بمثابة إشارات للقارئ للبحث عن نظريات تولكين حول "الإبداع والهوية والمعنى".
أما السخافة الظاهرة لا تقتصر فقط على توم بومباديل. و يكتب أنكيني أن التغيير في قدرات الهوبيت في الشعر، بدءًا من القوافي السخيفة وانتقالا إلى "ترجمات بيلبو للملاحم القديمة"، يشير إلى نموهم الأخلاقي والسياسي. وتضفي القصائد الأخرى المدرجة في النثر متعة على القراء من خلال تذكيرهم بملذاتٍ طفولية، مثل القصص الخيالية أو قصص الأطفال .

### التقاليد الشفهية
يقول شيبي أنه في سيد الخواتم ، يُستخدم الشعر لإعطاء انطباع مباشر عن التواصل التقليدي الشفهي لفرسان روهان . وهو يكتب "أين الحصان وأين الفارس الآن؟" ويردد أصداء القصيدة الإنجليزية القديمة المتجول ؛ وأن عبارة "قم الآن، قوموا، يا فرسان ثيودن" مبنية على جزء فينسبورغ ، الذي كتب تولكين تعليقًا عليه؛ حيث يوجد هناك ثلاث قصائد رثائية أخرى. وكلها تتألف بشكل صارم من وزن متري في الشعر الإنجليزي القديم. ومن وجهة نظر شيبي، فإن هذه القصائد لها نفس الغرض "مثل الرماح التي يزرعها الخيالة تخليدًا لذكرى الذين سقطوا، ومثل التلال التي يرفعونها فوقهم، ومثل الزهور التي تنمو على التلال": فكلهم يدوروا حول ذكرى ماضي البربري ( الأجنبي)"،  وتجعل رقة التقليد الشفهي في ما يتم تذكره ذا قيمة خاصة. وكرواية تمت كتابتها تحت مسمى "إعادة خلق تولكين الخيالي للماضي، باعتبارها رواية خيالية، والتي أضافت إليه عمقًا عاطفيًا غير عادي"
كتب مارك هول، أحد علماء تولكين، أن تولكين تأثر بشدة بالصور والتقاليد الإنجليزية القديمة، وبشكل أكثر وضوحًا في شعره. حيث تمثل الأسطر الـ 2276 من " كلمات أطفال هورين " غير المكتملة  في كلمات كريستوفر تولكين "تجسيدًا مستدامًا لحبه الدائم لرنين وثراء الصوت الذي يمكن تحقيقه في العداد الإنجليزي القديم". والقصيدة التي فيها شعر متجانس (هي على عكس النسخة الثانية لتولكين التي يوجد فيها مقاطع مقافية). حيث يسمي هول هذا "جلب أفكار الشعراء القدامى للقراء المعاصرين، [وأسلوبهم] وأجواءهم"، باستخدام الإيقاع والوزن والجناس لنقل "أسلوب وسياق" اللغة الإنجليزية القديمة. ومن بين الأمثلة التي قدمها رثاء أراجورن لبورومير ، والذي قارنه بدفن سفينة سسيلد سفينج في بيوولف :
| بيوولف ٢: ٣٦ ب-٤٢ </br> جنازة سيلد سكيفينج | ترجمة القاعة | "رثاء بورومير" </br> (طفت في قارب أسفل نهر أندوين </br> إلى شلالات راوروس) |
| --- | --- | --- |
| نحن مادما فيلا </br> من الخصية frætwa gelæded؛ </br> ne hyrde ic cymlicor ceol gegyrwan </br> hildewæpnum أوند هيداودوم, </br> بيلوم أوند بيرنوم. له على تحمله </br> مادما مينيجو, þa له منتصف التذمر </br> على الفيضات æht قليل من الجيويتان. | كان هناك الكثير من الكنز </br> منذ فترة طويلة جلبت الحلي </br> لم أسمع أنا من أكثر نبلا سفينة أعدت </br> أسلحة الحرب والدروع الحربية </br> السيف والبريد. على حضنه يرقد </br> كنوز كثيرة ثم ينبغي معه </br> على ملكية الفيضانات غادر بعيدا. | «تحت آمون هن سمعت صراخه. </br> هناك العديد من الأعداء الذين قاتلوا. </br> درعه المشقوق، سيفه المكسور، </br> أحضروا إلى الماء. </br> رأسه فخور جدًا، ووجهه جميل جدًا، </br> أراحوا أطرافه. </br> وراوروس، شلالات راوروس الذهبية، </br> حملته على صدرها». |

يجد هول مزيدًا من التشابهات: بين " عودة ابن بيرهتنوث بيرثيلم للوطن " لتولكين و" معركة مالدون "؛ وبين رثاء "تلال موندبورغ" إلى " معركة برونانبوره ". ومن وجهة نظر شيبي، فإن القصائد الثلاث المرثية في سيد الخواتم ، بما في ذلك تلال موندبورغ، والمبنية على قصيدة أوبي الشهيرة؟ مثل مقطع في " الهائم "، " ورثاء الروهيريم " لتولكين،    يمثل أرقى أبيات تولكين الإنجليزية الحديثة:
| الهائم 92-96 | ترجمة | رثاء الروهيريمي |
| --- | --- | --- |
| كيف يمكنني أن أتزوج؟ كيف يكون الأمر؟ </br> كيف يكون الأمر مؤلمًا؟ </br> كيف ترمز إلى الكلمة؟ </br> كيف يتم تحديد الأحلام؟ </br> Eala beorht Bune! </br> إيلا بيرنويجا! </br> Eala þeodnes þrym! </br> هو سيو þrag جيوات, </br> جيناب تحت نيثلم, </br> نحن لم نفعل ذلك. </br> | أين الحصان؟ أين الراكب؟ </br> أين واهب الكنز؟ </br> أين هي المقاعد في العيد؟ </br> أين المحتفلين في القاعة؟ </br> يا للكأس المشرقة! </br> للأسف للمحارب بالبريد! </br> يا للأسف على روعة الأمير! </br> كيف مضى ذلك الزمن </br> مظلماً تحت جنح الليل، </br> كما لو أنه لم يكن أبدا. </br> | أين الحصان والفارس الآن؟ </br> اين البوق الذى الذى كان ينفخ؟ </br> أين الدفة والهاوبرك ، </br> والشعر اللامع المتدفق؟ </br> أين اليد على وتر القيثارة، </br> والنار الحمراء متوهجة؟ </br> أين الربيع والحصاد </br> والذرة الطويلة تنمو؟ </br> لقد مروا مثل المطر على الجبل، </br> مثل الريح في المرج. ... |

"هكذا تحدث شاعر منسي منذ فترة طويلة في روهان، متذكرًا كم كان إيورل الشاب طويل القامة وجميلًا، والذي خرج من الشمال،" ويوضح أراجورن، بعد أن غنى الرثاء . 

### لمحات من عالم آخر
عندما وصل الهوبيت إلى منزل إلروند هاف-إلفين الآمن والقديم في ريفنديل ، استخدم تولكين قصيدةً ولغةً، على حد تعبير شيبي، "بطريقة غريبة للغاية، ومميزة وجريئة، والتي لم تأخذ في الاعتبار على الإطلاق لردة الفعل المتوقعة للقارئ  
| تنغوار | نسخت |
| ------ | --- |
| </img> | إلبيريث جيلثونيل </br> سيليفرين بينا ميريل </br> يا مينيل اغلار اليناث! </br> Na-chaered palan-díriel </br> يا جلادريمين إنوراث، </br> فانويلوس، ليناثون </br> nef aear، sí nef aearon! |

لم تتم ترجمة بيت الشعر في الفصل، على الرغم من وصفه: "بالمقاطع الحلوة لأغنية الجان والتي سقطت مثل جواهر واضحة من الكلمات واللحن الممزوجين. قال بيلبو: "إنها أغنية لإلبيرث "، وفي النهاية" يوجد في الفصل تلميح إلى معناها: "تصبحون على خير! سأتمشى، على ما أعتقد، وأنظر إلى نجوم إلبريث في الحديقة. نم جيدًا!"   ظهرت ترجمة السندارين بعد ذلك بكثير، في دورة الأغنية الطريق يستمر من أي وقت مضى؛  وتبدأ بـ "يا إلبرت الذي أضاء النجوم". لم يكن من المتوقع من القراء إذن أن يعرفوا المعنى الحرفي للأغنية، لكن كان من المفترض أن يصنعوا شيئًا منها: كما يقول شيبي: من الواضح أن نوعها من لغة غير مألوفة، وتعلن أن "هناك من هو أكثر في الأرض الوسطى يمكنه إتمام التواصل على الفور".  بالإضافة إلى ذلك، يعتقد تولكين، على عكس معظم معاصريه، أن أصوات اللغة تعطي متعة محددة يمكن للمستمع أن يدركها على أنها جمال؛ ولقد وجد شخصيًا أصوات القوطية والفنلندية ، وإلى حد ما أيضًا الويلزية ، هي أصوات جميلة بشكل مباشر. وباختصار، كما كتب شيبي، أنه كان تولكين "يعتقد أن لغة الجان غير المترجمة ستؤدي عملًا لا تستطيع اللغة الإنجليزية القيام به".  ويقترح شيبي أن القراء يأخذون شيئًا مهمًا من أغنية إلى لغة أخرى، وينقلون الشعور أو الأسلوب الذي فيها، حتى لو "أفلت ذلك من التركيز العقلي". 

### قوة الإشارة والوضع الرومانسي
يكتب أنكيني أن العديد من شخصيات تولكين تمارس القوة عن طريق الأغنية، بدءًا من الموسيقى الإبداعية البدائية للأينور ، إلى معركة الموسيقى بين فينرود ورب الظلام سورون ، أو أغنية لوثايين أمام بوابات سورون، أو غناء الروهيريم أثناء قتلهم العفاريت في معركة حقول بيلينور .و يذكر أنكيني أن العديد من القصائد الموجودة في نص سيد الخواتم ، تخلق من خلال سياقاتها ومحتواها " نظامًا معقدًا من العلامات التي تضيف إلى السرد الأساسي وذلك بطرق مختلفة". وإن إدراج القصائد في عمل أكبر يذكرنا أيضًا ببيوولف ، وكتبت، يشير إلى عمق تولكين في "الانخراط مع التقليد الأدبي".
إن وجود قافية الخواتم على واجهة كل مجلد يشير، كما كتب أنكيني، إلى أن التهديد يستمر بعد المجلد الأول، حيث يتم تكرار القافية ثلاث مرات، مما يسبب الرعب في ريفنديل عندما يقولها غاندالف بصوت عالٍ في الحديث الأسود بدلا من اللغة الإنجليزية. علاوة على ذلك، مع تزايد التهديد من ساورون، يتضاءل عدد القصائد والأغاني المُدرجة. ويُشار إلى النوع الأدبي على أنه ما يصنفه نورثروب فراي على أنه رومانسي من خلال الطريقة التي يتحدث بها أغاني إلفيش عن التلاشي. وهذا يعكس ما يعرفه الجان حول موتهم الوشيك، بينما يتزايد عدد أغاني الرجال . ويضيف أسلوب الشعر الأنجلوسكسوني ولغة الروهيريم شعورًا بالعمق التاريخي الحقيقي، وهذا، كما يقترح أنكيني، يتدفق إلى شعورٍ بالمحاكاة للغات الجنية المخترعة أيضًا. يقول كولمان أن الساحر غاندالف يُظهر كفاءته كساحر من خلال مهارته اللغوية في شعر الخواتم، وأن القراء أيضًا يُمنحون نظرة فقهية لتاريخ القصيدة "والقصة التي يرويها هذا التاريخ".

## مهارة فنية

### استقبال مختلط
في أوائل التسعينيات، كتبت الباحثة في اللغة الإنجليزية ميلاني راولز أنه بينما وجد بعض النقاد أن شعر تولكين في سيد الخواتم وبشكل عام "متقن الصنع وجميل"، رأى آخرون أنه "سيئ للغاية". وبالمثل، فإن الشاعر الاسكتلندي آلان بولد ،  الذي استشهد به راولز، "لم يفكر كثيرًا في شعر تولكين باعتباره شعرًا". مع التسليم بأنه نظرًا لأن كتبه عن الأرض الوسطى فلم يكتبه "بأسلوب الرواية الحديثة"، وبذلك سيكون الشعر الحديث غير مناسب تمامًا، حيث هاجم راولز شعره بعبارات مثل "مثقل بالكليشيهات والكلمات المزخرفة الواعية بذاتها". "، واختتمت" أنه كان كاتبًا للنثر أفضل من الشعر ". من جهة أخرى، جيفري روسوم ، وهو باحث في الشعر الإنجليزي القديم والأوسط، اعتبر أن شعر تولكين المتنوع يبني "موسيقى جيدة"، مع تنوع غني في البنية التي تتجنب القياس الخماسي التفاعيل للكثير من الشعر الإنجليزي الحديث. ووصف عالم اللغة الإنجليزية راندل هيلمز "Errantry" لتولكين بأنها "قطعة شعرية ماهرة بشكل مذهل ... مع إيقاعات سلسة وجميلة" ؛  وكتب أنكيني أن شعر تولكين "يعكس ويدعم فكرة تولكين عن الخلق الثانوي ". أيضا كتب شيبي أنه بينما تم تقليد تولكين من قبل العديد من مؤلفي الخيال، فإنه لم يحاول أي منهم محاكاة استخدامه للقصائد المنتشرة في رواياته. ويعطي سببين محتملين لذلك: قد يكون الأمر مجرد الكثير من المتاعب؛ لكنه يشير إلى أن السبب الرئيسي هو أن تولكين تدرب بشكل احترافي كعالم فقه لغوي للتحقيق في تعقيدات التقاليد الأدبية المليئة بالثغرات والأخطاء والروايات المتناقضة. وبما أن هذا التخصص قد اختفى، يرى شيبي أنه من المحتمل ألا يحاول أي مؤلف القيام بذلك مرة أخرى،  كما أشار تولكين ضمنيًا في إحدى رسائله. 

### الأصالة المترية
في رد مفصل على راولز، كتب الشاعر بول إدوين زيمر أن "الكثير من قوة "نثر" تولكين يأتي من حقيقة أنه مكتوب من قبل شاعر يتمتع بمهارة فنية عالية، الذي نقل تدريبه الموزون إلى خياله". وأعطى زيمر كمثال أن حقيقة حوار توم بومباديل بأكمله، وليس فقط الأجزاء المحددة كشعر، موجودٌ في مقياس "مبني على مقطع قصير بين مقطعين طويلين، ومقطع طويل بين مقطعين قصيرين ، وهما من أكثر الأدوات غموضًا ونادرًا ما تُرى". وفي ورشة الشاعر." وهكذا (الضغوط المميزة بـ "`"، والأقدام المميزة بـ "|"):
``توم القديم' | `بوم با ديل | "كان" مير- | -ry `fel-low
فهو يتكون من كَلِمَةٌ ذات مَقْطَعَين ، زوجين من مقطع قصير بين مقطعين طويلين، ومقطع طويل بين مقطعين قصيرين( البرمائيات): وكتب زيمر أن تولكين غير هذا النمط بما أسماه "الحيل المترية" كأنها الوقفات الغامضة. وآخر "تم اختياره عشوائيًا من بين مئات الأمثلة المحتملة" وهو تقليد تولكين الوصفي والمتري، في النثر، للإيقاعات المختلفة للخيول الراكضة والذئاب :
`كان الفرسان | `غال لوب جي | على العشب | رو-`هان | `الذئاب` سكب | `` من `` Is-en-`gard.
وضع زيمر علامة على هذا على أنه تفعيلة شعرية، تفعيلة شعرية، ومقطعين قصيرين متبوعين بمقطع طويل ،وهو للراكبين الراكضين؛ أما الكلمة ذات المقطعين المفاجئة فهي للذئاب".
من وجهة نظر زيمر، كان تولكين قادرًا على التحكم في كل من الأوزان البسيطة والمعقدة جيدًا، وأظهر الكثير من الأصالة في أوزان قصائد مثل "توم بومباديل" و" ايرينديل ".

### تأثير الأغنية
قام ستيوارت دي لي وإليزابيث سولوبوفا في العصور الوسطى بتحليل شعر تولكين، وتحديد مهارة بنائه. وأشاروا إلى أن بعض أشعاره مكتوبة بأبعاد رباعية التفاعيل ، أربعة أوزان شعرية لكل منها مقطع لفظي غير مشدد ومقطع مشدد: وهو تنسيق شائع في اللغة الإنجليزية الحديثة. وذكروا أن تولكين غالبًا ما يناسب شعره بالوزن بعناية شديدة، حيث يكون التقليد الإنجليزي كما يظهر في سوناتات شكسبير أكثر توسعا. ويؤكد تولكين على الإيقاع في أغنية "تحت الجبل المظلم والطويل" هو من خلال الاستخدام المتكرر لنفس البناء النحوي. وكتبوا أن هذا من شأنه أن يُنظر  على أنه ممل في القصيدة، ولكن في الأغنية يعطي تأثير التلاوة والغناء، وفي هذه الحالة بينما يستعد أقزام ثورين اوكنشيلد للمعركة في قاعتهم الجبلية:
`السيف | هو `حاد، | الرمح | هو `طويل،
`ar- | -صف `سريع، | "البوابة | هو `قوي؛
من "تحت الجبل المظلم والشامخ" 

### آية متشابهة
في أوقات أخرى، لمناسبة السياق مع أحداث مثل وفاة الملك ثيودن ، كتب تولكين ما أسماه "الشكل الأكثر صرامة للشعر الجناس الأنجلوسكسوني".  فهذا الشكل الصارم يعني أن كل سطر يتكون من نصفي سطرين اثنين ، كل منهما به نبران ، يفصل بينهما فاصل إيقاعي. والجناس ليس ثابتًا، ولكنه شائع في المقاطع الثلاثة المشددة الأولى داخل السطر، ويستمر أحيانًا عبر عدة أسطر: والمقطع الأخير المشدد لا يحدث به جناس. تتنوع الأسماء باستمرار: في هذا المثال، يُدعى ملك الروهيريم الساقط باسم ثيودن، ويوصف بأنه ثينجلينج و"سيد المضيف الأعلى". حيث لاحظ لي وسولوبوفا أنه في هذا الأسلوب، على عكس الشعر الإنجليزي الحديث، يمكن أن تنتهي الجمل في منتصف السطر: 
سمعنا عن القرون  في رنين التلال،
"السيوف" مشرقة  في مملكة "الجنوب".
"ذهبت الجياد" بخطى واسعة  إلى أرض "الرجم".
مثل "الريح في" الصباح.  لقد اشتعلت الحرب.
وهناك سقط ثيودن،  "ثينجلينج" الأقوياء،
إلى قاعاته "الذهبية".  والمراعي "الخضراء".
في الحقول "الشمالية".  ``لا`` يعود،
"السيد الأعلى للمضيف".
من "تلال موندبورغ" 

### تأثير الجن
أطول قصيدة في سيد الخواتم هي أغنية إيرينديل التي يغنيها بيلبو في ريفنديل. كان إيرينديل نصف جن ، حيث يجسد كلا من الإنسان الفاني والعفريت الخالد. ويكتب شيبي أن العمل يمثل "خط جن .. ,يُشار إليه .. بتعقيدات معقدة مسبقة" للشعر. ومع ذلك، فهو يشير إلى أن "تقليد الجن" يتوافق مع التقليد الإنجليزي الحقيقي، وهو تقليد القصيدة الإنجليزية الوسطى "لؤلؤة" . وتستفيد تلك القصيدة من محاولة الخلود و"محاولة وضع مخطط وزني معقد بشكل خيالي" مع العديد من الآليات الشعرية، بما في ذلك الجناس وكذلك القافية؛ على سبيل المثال، يبدأ الأمر بـ " Perle, plesaunte to prynces paye / To clanly clos in golde so clere". ويلاحظ شيبي أن تقليد مثل هذا الشعر المعقد قد انتهى قبل زمن شكسبير وميلتون ، مما أدى إلى خسارتهم وخسارة قرائهم، وأن "من الواضح أن تولكين كان يأمل بطريقة ما في إعادة إنشائه،" تمامًا كما سعى إلى إنشاء بديل. للأساطير الإنجليزية المفقودة .
يحدد شيبي خمس آليات استخدمها تولكين في القصيدة لنقل شعور " لغة الإلفيش" ل"عدم اليقين الغني والمستمر، وهو نمط يتم إلقاء نظرة عليه باستمرار ولكن لم يتم فهمه تمامًا أبدًا"، وأهدافه " الرومانسية ، والتعددية، والفهم غير الكامل .. والتي تم تحقيقها من الناحية الأسلوبية أكثر بكثير من الدلالية." الآليات هي القافية، ونصف القافية الداخلية ، والجناس ، والسجع الجناسي، و"التنوع المتكرر وغير المنتظم في بناء الجملة". ويمكن رؤيتها في المقطع الأول من القصيدة الطويلة، وتم تسليط الضوء فقط على بعض الأمثلة:
| خط | أغنية إيرينديل </br> المقطع الأول: بناء سفينته | الآليات الشعرية </br> حددها توم شيبي                  |
| -- | ---------------------------------------------- | ----------------------------------------------------- |
| 1  | كان إيرينديل أحد البحارة                       | نصف قافية داخلية مع 2                                 |
| 2  | الذي بقي في أرفيرنين ؛                         | القوافي مع 4 (غير كاملة عمدا)                         |
| 3  | لقد بنى قاربًا من الأخشاب المقطوعة              | الجناس ، والسجدة المحتملة </br> نصف قافية داخلية مع 4 |
| 4  | في Nimbrethil للرحلة فيه؛                      |                                                       |
| 5  | أشرعتها نسج من الفضة الجميلة،                  | السجع الجناسي </br> التكرارات والاختلافات النحوية     |
| 6  | من الفضة صنعت قناديلها ،                       | التكرارات والاختلافات النحوية </br> القوافي مع 8      |
| 7  | كان مقدمها على شكل بجعة،                       |                                                       |
| 8  | وأضيء على راياتها المعونة .                    | الجناس                                                |

## إعدادات

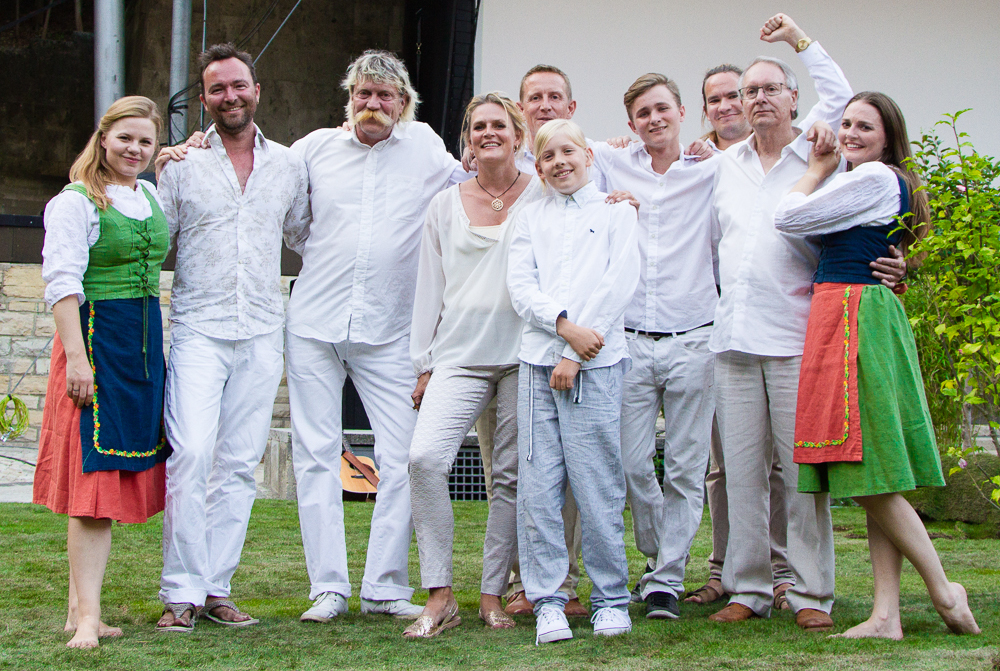
نشرت فرقة تولكين إعداداتها لجميع قصائد سيد الخواتم على أقراص مضغوطة.

سبعة من أغاني تولكين (كلها باستثناء واحدة، " أغنية الترجل "، من سيد الخواتم ) التي تم تحويلها إلى دورة أغنية، الطريق يستمر دائمًا ، وتم ضبطها على إيقاع موسيقي بواسطة دونالد سوان في عام 1967 
الأغنية الاخيرة لبيليو، وهي نوع من المعلقة لسيد الخواتم، التي تم غنائها بواسطة بيلبو بينما يغادر الأرض الوسطى للأبد، وتم ضبطها على إيقاع موسيقي بواسطة سوان وتم اضافتها للإصدار الثاني (1978) والثالث (2002) تحت مسمى الطريق يستمر دائمًا
قامت مجموعة من الموسيقيين الدنماركيين، وهي فرقة تولكين ، التي تأسست عام 1995، بتأليف كل أشعار سيد الخواتم على الموسيقى، ونشرتها على أربعة أقراص مضغوطة بين عامي 1997 و2005. وتمت الموافقة على المشروع من قبل عائلة تولكين والناشرين من شركة هاربر كولينز . وتم استخدام رسومات الملكة مارجريت الثانية ملكة الدنمارك لتوضيح الأقراص المدمجة. حيث لاقت الإعدادات استحسان النقاد.
الكثير من الموسيقى في سلسلة أفلام سيد الخواتم لبيتر جاكسون غير مبتذلة (لا تسمعها الشخصيات)، لذلك يتم أداء عدد قليل من أغاني الخاصة بتولكين. أراجورن يغني بضعة أسطر من "Lay of Lúthien"، بدون مصاحبة من الالات الموسيقية ، كالتي في الجان. ويُسمع إيوين وهو يغني قليلًا من "رثاء ثيودريد" باللغة الإنجليزية القديمة، لكن الكلمات ليست هي كلمات تولكين. ولم  يتم غناء أغنية " الرجل الذي يجلس على القمر لوقت متأخر " في اصدار المهر القافز ، ولكن غناها في النسخة الموسعة من فيلم جاكسون لعام 2012 الهوبيت: رحلة غير متوقعة القزم بوفور في وليمة إلروند في ريفيندل.

## يعمل
1. ↑  Shippey 2001، صفحات 188–191.
2. 1 2  Shippey 2001، صفحات 96–97.
3. 1 2  Kullmann، Thomas (2013). "Poetic Insertions in Tolkien's The Lord of the Rings". Connotations: A Journal for Critical Debate. ج. 23 ع. 2: 283–309. مؤرشف من الأصل في 2024-07-16. reviewing Eilmann & Turner 2013
4. 1 2 3 4 5  Higgins، Andrew (2014). "Tolkien's Poetry (2013), edited by Julian Eilmann and Allan Turner". Journal of Tolkien Research. ج. 1 ع. 1. Article 4. مؤرشف من الأصل في 2024-08-12.
5. 1 2  Rosebury 2003، صفحة 118.
6. 1 2  Marchesani 1980، صفحات 3–5.
7. 1 2 3 4  Straubhaar، Sandra Ballif (2005). "Gilraen's Linnod : Function, Genre, Prototypes". Journal of Tolkien Studies. ج. 2 ع. 1: 235–244. DOI:10.1353/tks.2005.0032. ISSN:1547-3163. S2CID:170378314.
8. 1 2  Shippey 2001، صفحات 188-191.
9. ↑  Shippey 2001، صفحات 195-196.
10. 1 2 3  Forest-Hill، Lynn (2015). ""Hey dol, merry dol": Tom Bombadil's Nonsense, or Tolkien's Creative Uncertainty? A Response to Thomas Kullmann". Connotations. ج. 25 ع. 1: 91–107. مؤرشف من الأصل في 2023-11-02.
11. 1 2 3 4 5 6 7  Ankeny، Rebecca (2005). "Poem as Sign in 'The Lord of the Rings'". Journal of the Fantastic in the Arts. ج. 16 ع. 2 (62): 86–95. JSTOR:43308763.
12. 1 2 3 4  Dettmann، David L. (2014). "Väinämöinen in Middle-earth: The Pervasive Presence of the Kalevala in the Bombadil Chapters of 'The Lord of the Rings'". في John William Houghton؛ جانيت برينان كروفت؛ Nancy Martsch (المحررون). Tolkien in the New Century: Essays in Honor of Tom Shippey. McFarland. ص. 207–209. ISBN:978-1476614861. مؤرشف من الأصل في 2023-11-02.
13. ↑  كاليفالا, 44: 296
14. 1 2 3  Hall، Mark F. (2006). "The Theory and Practice of Alliterative Verse in the Work of J.R.R. Tolkien". Mythlore. ج. 25 ع. 1. Article 4. مؤرشف من الأصل في 2024-07-08.
15. 1 2  Shippey 2005، صفحة 202.
16. ↑  Lee & Solopova 2005، صفحات 47–48, 195-196.
17. 1 2 3 4 5  Shippey 2001، صفحات 127-133.
18. ↑  Rawls، Melanie A. (1993). "The Verse of J.R.R. Tolkien". Mythlore. ج. 19 ع. 1. Article 1. مؤرشف من الأصل في 2024-08-03.
19. ↑  Bold، Alan (1983). "Hobbit Verse Versus Tolkien's Poem". في Giddings، Robert (المحرر). J. R. R. Tolkien: This Far Land. Vision Press. ص. 137–153. ISBN:978-0389203742.
20. ↑  Russom، Geoffrey (2000). "Tolkien's Versecraft in 'The Hobbit' and 'The Lord of the Rings'". في Clark، George؛ Timmons، Daniel (المحررون). J. R. R. Tolkien and His Literary Resonances. Greenwood Press. ص. 54–69. ISBN:9780313308451.
21. ↑  Helms، Randel (1974). Tolkien's World. Thames and Hudson. ص. 130. ISBN:978-0500011140.
22. ↑  Shippey 2001، صفحات 324–325.
23. 1 2 3 4 5  Zimmer، Paul Edwin (1993). "Another Opinion of 'The Verse of J.R.R. Tolkien'". Mythlore. ج. 19 ع. 2. Article 2. مؤرشف من الأصل في 2023-12-01.
24. 1 2  Lee & Solopova 2005، صفحات 46–53.
25. ↑  "Pearl". Pearl. مؤرشف من الأصل في 2012-12-09. اطلع عليه بتاريخ 2020-01-15.
26. 1 2 3  Shippey 2005، صفحات 217–221
27. 1 2  Drout، Michael D. C. (2006). J.R.R. Tolkien Encyclopedia. Routledge. ص. 539. ISBN:1-135-88034-4. مؤرشف من الأصل في 2023-11-03.
28. ↑  "Song-Cycles". The Donald Swann Website. مؤرشف من الأصل في 2012-06-30. اطلع عليه بتاريخ 2020-05-11.
29. ↑  Weichmann, Christian. "The Lord of the Rings: Complete Songs and Poems (4-CD-Box)" (بالإنجليزية). The Tolkien Ensemble. Archived from the original on 2016-10-27. Retrieved 2020-01-13.
30. ↑  Snider، John C. (مارس 2003). "CD Review: At Dawn in Rivendell: Selected Songs & Poems from The Lord of the Rings by The Tolkien Ensemble & Christopher Lee". SciFiDimensions. مؤرشف من الأصل في 2006-10-19. اطلع عليه بتاريخ 2020-05-14.
31. ↑  Shehan، Emma (2017). Middle-Earth Soundscapes: An exploration of the sonic adaptation of Peter Jackson's 'The Lord of the Rings' through the lens of Dialogue, Music, Sound, and Silence (PDF). Carleton University, Ottawa (MA thesis in Music and Culture). ص. 57–80. مؤرشف من الأصل (PDF) في 2024-08-03.
32. ↑  Mathijs، Ernest (2006). The Lord of the Rings: Popular Culture in Global Context. Wallflower Press. ص. 306–307. ISBN:978-1904764823. مؤرشف من الأصل في 2022-11-28.
33. ↑  Canfield، Jared (13 مارس 2017). "The Lord Of The Rings: 15 Worst Changes From The Books To The Movies". ScreenRant. مؤرشف من الأصل في 2018-10-27. اطلع عليه بتاريخ 2021-07-05. Without suggesting the trilogy be turned into a full-blown movie-musical, it would have benefited from Frodo's ditty in the Prancing Pony or Aragorn's poem about Gondor. {{استشهاد ويب}}: الوسيط |تاريخ أرشيف= و|تاريخ-الأرشيف= تكرر أكثر من مرة (مساعدة) والوسيط |مسار أرشيف= و|مسار-الأرشيف= تكرر أكثر من مرة (مساعدة)

### سيد الخواتم
سيد الخواتم يحتوي على 61 قصيدة:
- الكتاب الأول: 22 قصيدة، بما في ذلك " الطريق يمضي دائمًا " و"القزم الحجري"
- الكتاب الثاني: 10 قصائد، من بينها " كان إيرينديل بحارًا " و"عندما يبدأ الشتاء قارسًا"
- الكتاب الثالث: 14 قصيدة منها "أين الحصان والفارس الآن؟" و"قافية العلم"
- الكتاب الرابع: قصيدتان من ضمنهما "أوليفاونت"
- الكتاب الخامس: 6 قصائد، منها "قوموا، انهضوا يا فرسان ثيودن!"
- الكتاب السادس: 7 قصائد منها " على الموقد النار حمراء "

### أعمال أخرى
يحتوي "الهوبيت" على أكثر من اثنتي عشرة قصيدة، الكثير منها تافهة، ولكن بعضها - مثل أغنية الأقزام في الفصل الأول، التي يتم تكملتها أو تعديلها في فصول لاحقة - توضح كيف يمكن الجمع بين الشعر والسرد.  أما مغامرات توم بومباديل ، التي نُشرت عام 1962، فتحتوي على 16 قصيدة منها "القزم الحجري" و"أوليفانت" التي تظهر أيضًا في سيد الخواتم . وأول قصيدتين في المجموعة تتعلقان بتوم بومباديل ، الشخصية الموصوفة في زمالة الخاتم ،  بينما اعتبر الشاعر دبليو إتش أودن أن " جرس البحر " أو "فرودوس دريم" هي "أفضل" قصائد تولكين كعمل شعري. و تم نشر أغنية بيلبو الأخيرة بشكل منفصل. بينما يجد شيبي أنها مناسبة أسطوريًا للكلمات الأخيرة لرجل يحتضر راضيًا عن حياته وإنجازاته،  و يجدها روزبيري مبتذلة وغير كفؤة، ويفضل "أجلس بجانب النار"  كأغنية بجعة بيلبو. 

## إرث
في حين أن سيد الخواتم قد أدى إلى إعطاء عدد كبير من التعديلات والأعمال المشتقة ،  فقد تم التغاضي عن القصائد المضمنة في النص منذ فترة طويلة، ولم يحاكيها كتَّاب الخيال الآخرون أبدًا. و القصة المستثناة القصيرة لبول وكارين أندرسون عام 1991 بعنوان "الإيمان"، في ما بعد الملك ، وهي تحية لتولكين عام 1991 نُشرت في الذكرى المئوية لميلاده. حيث تنتهي القصة بمقطعين من " غضب الآباء ، ملحمة أيلاند"، المكتوبة باللغة الإنجليزية القديمة كشعر متجانس. ويبدأ المقطع الأول:قالب:Middle-earth

## أنظر أيضا
- مغامرات توم بومباديل ، قصائد مرتبطة بشكل أو بآخر بالأرض الوسطى، ثلاثة منها أيضًا في سيد الخواتم
- أسلوب تولكين النثري

### أساسي
1. ↑  Carpenter 2023، #306 to Michael Tolkien, October 1968
2. 1 2  Tolkien 1955، Appendix A, "The Númenorean Kings", "The Tale of Aragorn and Arwen"
3. 1 2  Tolkien 1954a، book 2, ch. 3 "The Ring goes South"
4. ↑  Tolkien 1954a، book 1, ch. 6 "The Old Forest"
5. ↑  Tolkien 1954a، book 1, ch. 7 "In the House of Tom Bombadil"
6. ↑  Tolkien 1985، part 1, 1. "Lay of the Children of Hurin"
7. ↑  Tolkien 1954، book 3, ch. 1 "The Departure of Boromir"
8. 1 2  Tolkien 1954، book 3, ch. 6 "The King of the Golden Hall"
9. 1 2 3 4  Tolkien 1954a، book 2, ch. 1 "Many Meetings"
10. ↑  Tolkien & Swann 2002، صفحة 72
11. ↑  Carpenter 2023، #238 to Jane Neave, 18 July 1962
12. ↑  Tolkien 1937، chapter 15, "The Gathering of the Clouds"
13. ↑  Carpenter 2023، #187 to H. Cotton Minchin, April 1956
14. ↑  Tolkien 1955، book 5, chapter 6, "The Battle of the Pelennor Fields"
15. ↑  Tolkien 2014، صفحات 35-54, 75, 88

### ثانوي
1. 1 2  Shippey 2001، صفحات 56–57.
2. ↑  Auden، W. H. (2015). The Complete Works of W. H. Auden, Volume V: Prose: 1963–1968. دار نشر جامعة برنستون. ص. 354. ISBN:978-0691151717.
3. ↑  Rosebury 2003، صفحات 118–119.
4. ↑  Mitchell, Christopher. "J. R. R. Tolkien: Father of Modern Fantasy Literature". "Let There Be Light" series. University of California Television. مؤرشف من الأصل (Google Video) في 2006-07-28. اطلع عليه بتاريخ 2006-07-20..
5. ↑  Anderson، Poul؛ Anderson، Karen (1991). "Faith". After the King. كتب تور. ص. 80–105. ISBN:978-0-7653-0207-6.